# The Users
The Users – polski eksperymentalny projekt muzyczny, w którym udział wzięli cenieni muzycy alternatywni oraz poeta Marcin Świetlicki.
Wydana pod szyldem The Users płyta Nie idź do pracy jest zapisem koncertu zagranego w Teatrze Małym w Warszawie wiosną 1999 roku. Muzyka na niej zawarta jest mieszanką jazzowo/yassowej improwizacji, tekstów Świetlickiego oraz post punkowej produkcji Roberta Brylewskiego.
Zespół grał później koncerty w różnych miastach Polski, choć czasem w zmienionym składzie osobowym.
Występowali w nim między innymi Tomasz Hesse na basie, Włodzimierz Kiniorski na saksofonie, Tymon Tymański zaś zdecydowanie częściej występował w charakterze gitarzysty i wokalisty.

## Skład zespołu
- Marcin Świetlicki – teksty, melorecytacje
- Robert Brylewski – gitara, wokal
- Ryszard „Tymon” Tymański – bas, wokal
- Mikołaj Trzaska – saksofon, wokal
- Milo Kurtis – instrumenty perkusyjne
- Jacek Olter – perkusja